# Paradoks Simpsona

Paradoks Simpsona dla danych ilościowych: po połączeniu dwu podzbiorów danych o wyraźnej korelacji dodatniej (,), w danych zagregowanych pojawia się korelacja ujemna.

Paradoks Simpsona jest paradoksem statystycznym opisanym przez E.H. Simpsona w 1951 roku. Polega on na tym, że efekt działania kilku grup wydaje się odwrócony, kiedy grupy są połączone. Ten pozornie niemożliwy efekt niespodziewanie pojawia się w naukach społecznych i statystyce związanej z medycyną, kiedy zmienna ważona, która różni się od wartości określonej indywidualnie dla poszczególnych grup, jest używana do oceny połączonych grup.

## Wyjaśnienie na przykładzie
Dla zilustrowania paradoksu wyobraźmy sobie dwie osoby, Alę i Janka, które edytują artykuły Wikipedii. W pierwszym tygodniu Ala poprawia 60% artykułów, które edytuje, podczas kiedy Janek poprawia 90% artykułów. W drugim tygodniu Ala poprawia tylko 10% edytowanych artykułów, a Janek 30%.
W obydwu przypadkach Janek poprawił dużo większy procent artykułów niż Ala. Jednak kiedy połączymy wyniki osiągnięte w obydwu tygodniach, może się okazać, że to Ala poprawiła znacznie większy procent artykułów niż Janek.
|       | Tydzień 1 | Tydzień 2 | Razem |
| ----- | --------- | --------- | ----- |
| Ala   | 60,0%     | 10,0%     | 55,5% |
| Janek | 90,0%     | 30,0%     | 35,5% |

Przyczyną powyższego paradoksu jest różna liczba artykułów, jakie mogły być edytowane przez każdą osobę – ta informacja pierwotnie nie była podana. Przyjmijmy przykładowo, że w pierwszym tygodniu Ala edytuje 100 artykułów, poprawiając 60 spośród nich; Janek edytuje tylko 10 artykułów, poprawiając wszystkie z wyjątkiem jednego. A zatem procentowo Janek poprawił więcej, ale w liczbach bezwzględnych – mniej. W drugim tygodniu Ala edytuje tylko 10 artykułów, poprawiając jeden; Janek edytuje 100 artykułów, poprawiając 30. Kiedy połączymy dwutygodniowy rezultat pracy, okaże się, że Ala i Janek dokonali edycji takiej samej liczby artykułów, jednak Ala poprawiła 55% z nich (wszystkich 61), a Janek poprawił tylko 35% z nich (wszystkich 39).
|       | Tydzień 1 | Tydzień 2 | Razem  |
| ----- | --------- | --------- | ------ |
| Ala   | 60/100    | 1/10      | 61/110 |
| Janek | 9/10      | 30/100    | 39/110 |

Podsumowując i wprowadzając niektóre oznaczenia użyte w dalszej treści:
- W pierwszym tygodniu
  - {\displaystyle S_{A}(1)=60\%} – Ala poprawiła 60% artykułów ze wszystkich, które edytowała.
  - {\displaystyle S_{B}(1)=90\%} – Janek poprawił 90% w tym samym czasie.

Więcej procentowo poprawił Janek.
- W drugim tygodniu
  - {\displaystyle S_{A}(2)=10\%} – Ala poprawiła 10% artykułów (1 z 10 edytowanych).
  - {\displaystyle S_{B}(2)=30\%} – Janek osiągnął wskaźnik sukcesu 30%.

Więcej procentowo poprawił Janek.
W obydwu przypadkach edycje Janka osiągnęły większy sukces niż edycje Ali. Jeśli jednak połączymy obydwa zbiory, zobaczymy, że Janek i Ala razem dokonali edycji 110 artykułów:
- {\displaystyle S_{A}={\tfrac {61}{110}}} – Ala poprawiła 61 artykułów.
- {\displaystyle S_{B}={\tfrac {39}{110}}} – Janek poprawił tylko 39.
- {\displaystyle S_{A}>S_{B}} – Więcej procentowo poprawiła Ala.

Janek jest lepszy w obydwu przypadkach, ale łącznie osiągnął gorszy rezultat.
Arytmetyczna podstawa wyjaśnienia paradoksu nie jest kontrowersyjna. Jeśli {\displaystyle S_{B}(1)>S_{A}(1)} i {\displaystyle S_{B}(2)>S_{A}(2),} intuicja podpowiada, że {\displaystyle S_{B}} musi być większe niż {\displaystyle S_{A}.} Jednak jeśli różne wagi są użyte dla określenia wyniku końcowego dla każdej osoby – wówczas intuicyjne odczucie może zawieść. W tym przypadku pierwsza próba jest ważona {\displaystyle {\tfrac {100}{110}}} dla Ali i {\displaystyle {\tfrac {10}{110}}} dla Janka, podczas gdy w drugiej próbie wagi są odwrócone.
- {\displaystyle S_{A}={\tfrac {100}{110}}S_{A}(1)+{\tfrac {10}{110}}S_{A}(2)}

- {\displaystyle S_{B}={\tfrac {10}{110}}S_{B}(1)+{\tfrac {100}{110}}S_{B}(2)}

Przy jeszcze większym odwróceniu wag dla obydwu prób łączny wynik Ali będzie większy niż 60%, a Janka spadnie poniżej 30%.
Ala ma lepszą skuteczność, ale mówiąc o skuteczności w poszczególnych tygodniach, można pomyśleć, że Janek ma lepszą.